# Seelow
Seelow este un oraș din landul Brandenburg, Germania. Este centrul administrativ al districtului rural Märkisch-Oderland.